# Stalag XVIII-D
Stalag XVIII D (306) (nemško Kriegsgefangenen-Mannschafts-Stammlager, Stammlager, okrajšano Stalag) je bilo nacistično ujetniško taborišče za internacijo zajetih vojakov, oficirjev in podoficirjev iz zahodne zavezniške koalicije in Sovjetske zveze. Ustanovljeno je bilo 1. junija 1941 na širšem območju carinskega skladišča Kraljevine Jugoslavije za skladiščenje žita in vojašnice v mestni četrti Melje v okupiranem Mariboru. Stalag XVIII D je formalno deloval do začetka oktobra 1942.
Prvotno je bil namenjen ujetništvu zajetih zahodnozavezniških vojakov, v glavnem Francozov, Britancev, Grkov, Avstralcev, Novozelandcev in Jugoslovanov. Slednji so spadali pod določila Ženevske konvencije o ravnanju z vojnimi ujetniki (1929) in so bili pri Rdečem križu vpisani v register vojnih ujetnikov. Po operaciji Barbarossa je bil obstoječemu taboriščnemu kompleksu dodan popolnoma ločen in izoliran "Russenlager" (t. i. "Rusko taborišče" oz. ruski del Stalaga XVIII D) z izgradnjo pripadajočih objektov za prestajanje ujetništva za zgolj zajete vojake Rdeče armade. Rdečearmejci so bili izključeni iz določil Ženevske konvencije, saj Sovjetska zveza ni spadala med države podpisnice. Sovjetski vojni ujetniki so bili posledično deležni najslabšega ravnanja in smrt skozi uničevalno namembnost delovanja taborišča. "Russenlager" je formalno deloval do pozne jeseni 1942.
Med 1. avgustom in 15. novembrom 1942 je v Mariboru deloval še podružnični lager (Zweiglager) matice Stalag XVIII–B (Špital ob Dravi) z nazivom Stalag XVIII–B/Z.

## Številčni pregled in smrtnost
Maksimalna zmogljivostna kapaciteta taboriščnega kompleksa je znašala 15.000 vojnih ujetnikov, ki je bila do januarja 1942 presežena. Po navedbah in raziskovalnih ugotovitvah zgodovinarja Daniela Siterja je bilo v delu taborišča za sovjetske ujetnike do začetka decembra 1941 (prvi razpoložljivi številčni podatek za sovjetske ujetnike) približno 1400 ujetih vojakov iz napadene Sovjetske zveze. Do januarja 1942 je njihovo število doseglo maksimum (več kot 5000 rdečearmejcev).
Do prihoda zajetih vojakov Rdeče armade (po operaciji Barbarossa) so dve tretjini taboriščnih ujetnikov predstavljali Francozi, eno tretjino pa Angleži in Jugoslovani. Jugoslovanski ujetniki so bili zaradi intenzivne partizanske dejavnosti in začetne prepovedi uporabe delovne sile v 18. vojnem okrožju hitro premeščeni v druga ujetniška taborišča, najmnožičnejše v Stalag XVIII C (317) v Markt Pongau. V avgustu in septembru 1941 so jih nadomestili francoski ujetniki iz bližnjih delovnih oddelkov (Arbeitskommando). Prvi sovjetski ujetniki so v taborišče prispeli v sredini septembra 1941. Številni so v "Russenlagerju" do aprila 1942 umrli zaradi epidemije tifusa, namerno povzročene podhranjenosti in psihofizičnega izčrpavanja. Slednje potrjuje zastrašujoča številčna razlika v obdobju med februarjem in aprilom 1942, ko je število sovjetskih ujetnikov upadlo za 4.301, medtem ko se številčno razmerje ujetnikov uporabljenih kot delovna sila v navedenem razdobju skorajda ni spremenilo. Do julija 1941 je ujetništvo v Stalagu XVIII D prestajalo skoraj 4500 ujetnikov iz Velike Britanije in Britanske skupnosti narodov (Commonwealth), ki so bili ujeti v Grčiji in na Kreti. Začetne higienske, bivalne in prehrambne razmere so bile slabe in nezadostne. Več kot 1000 jih je bilo nastanjenih v začasnih šotorih, medtem ko so se zanje postavljale dodatne majhne kolibe. Z nadaljevanjem vojne se je njihova situacija izboljšala.
Najvišjo stopnjo smrtnosti so v Stalagu XVIII D utrpeli internirani vojaki Rdeče armade med jesenjo 1941 in pomladjo 1942, ko je v Stalagu v Melju umrlo nekaj tisoč rdečearmejcev. Viri potrjujejo do 5.000 umrlih sovjetskih ujetnikov. Pokopani so na bližnjem frančiškanskem pokopališču na Pobrežju.

## Vsakdanje življenje in ravnanje z ujetniki
Navadni vojaki so morali opravljati prisilno delo v mariborskih in okoliških tovarnah. Sodelovali so pri gradbenih delih, obnovi cest in železnic ter pomagali odstranjevati ruševine in neaktivirane bombe. Zahodnozavezniškim vojakom je bil dovoljen prost dnevni izhod in gibanje izven taboriščnega kompleksa. Obiskovale so jih mednarodne delegacije Rdečega križa. Organizirali so lahko športne igre (ragbi, nogomet in dvoranski tenis) ter kulturno-umetnostne aktivnosti (gledališke predstave, branje knjižne literature; Francozi so izdajali celo svoj časopis).
Zgodba sovjetskih ujetnikov je bila popolnoma drugačna in strahovito tragična. Nezaščiteni s strani humanitarnih organizacij so bili prisiljeni bivati v ograjenem, zastraženem in ožičenem delu taboriščnega kompleksa, katerega namen je bilo uničenje sovjetskih ujetnikov. Slednji so v Maribor prispeli v prenatrpanih plombiranih živinskih vagonih tovornih vlakov. Ob prihodu so bili izstradani in premraženi ter v zelo slabem fizičnem in zdravstvenem stanju. Številni so umrli že med transportom ali ob prihodu. Podvrženi so bili pretepanju, zasmehovanju, mučenju, streljanju in namernemu psihofizičnemu izčrpavanju (plansko povzročanje stradanja ter izpostavljanje boleznim in prisilnemu delu) znotraj taborišča.

## Glavno poveljstvo: trije poveljniki
V času delovanja med junijem 1941 in oktobrom 1942 so Stalagu XVIII D poveljevali trije poveljniki: major Hugo Karl Paul von der Marwitz, polkovnik Manfred Maximilian Ulbrich in stotnik Pabst. Njihov namestnik je bil Hermann Hüttenhain. Tekom komandature prvega poveljnika Marwitza je Stammlager v Melju glede na število umrlih in ravnanje z ujetniki deloval kot uničevalno taborišče. Marwitzu se zato pripisuje najvišja stopnja krivde in odgovornosti nad storjenimi grozodejstvi in zločini ter povzročenim trpljenjem, krivicam in smrtjo vojnih ujetnikov. Sedež glavnega poveljstva se je nahajal izven taborišča v Narodnem domu v središču mesta Maribor. Ulbrich in Marwitz sta umrla leta 1948.
Za vodenje in upravljanje taborišča je bilo odgovorno poveljstvo (Lagerkommandanturen), medtem ko je za njegovo varovanje skrbelo stražarstvo (Bewachungsmannschaften). 9. avgusta 1941 je bilo v taboriščnem kompleksu 14 častnikov, 11 uradnikov, 10 oseb iz strukture Sonderführer, 21 podčastnikov in 55 stražarjev oziroma v skupnem seštevku 111 mož, ki so pripadali kadru vodstvene in varovalne strukture. Z izjemo glavnih poveljnikov jih je bila večina nastanjenih v lesenih barakah ob vhodu v Stalag.

## Razpust
Zaradi spremenjenih razmer na svetovnih bojiščih, ki so se kazale v velikem pomanjkanju delovne in vojaške sile ter posledično v izboljšanem in bolj človeškem odnosu tudi do sovjetskih vojnih ujetnikov, je nacistična uprava Stalag v Melju med oktobrom in novembrom 1942 formalnopravno razpustila. Ukinitev je v širšem okolišu vplivala na oblikovanje delovnih taborišč (Kriegsgefangenenarbeitskommando) z novimi oznakami. V mestnem območju in bližnji okolici Maribora so se vzpostavili: 35 L (Landwirtschaft), 375 L in 396 L Maribor (kadetnica), kjer so ujetniki delali v poljedelstvu, ter GW (Gewerbliche Wirtschaft) 1046 (neposredno na lokaciji nekdanjega Stalaga XVIII D), 56 GW Maribor, 64–68 GW Tezno (sestavni del 86 GW Tezno), 102 GW Tezno, 113 GW Maribor, 121 GW Kamnica in 144 GW Tezno. Ujetniki znotraj GW so delali za potrebe nemške industrije: na železnici in v gradbenih delih (cestne prometnice, prekopi, kanali in mostovi, protiletalske inštalacije, gradnja elektrarne na Dravi, vodovodna dela …). Bivalni, prehrambni in higienski pogoji so se izboljšali, smrtnost je upadla.

## Pobegi
Iz Stalaga XVIII D je med začetkom junija in koncem julija 1941 pobegnilo 22 vojnih ujetnikov. Največji in najbolj znani primer je bil Vranov let v letu 1944 pod organizatorstvom dveh ujetnikov, Avstralca Ralpha F. Churchesa (Vran) in Angleža Lesa Lawsema, ki sta uspešno izpeljala pobeg več kot 90 ujetnikov iz meljskega taborišča.

## Zgodovina MRC Maribor in današnja aktivnost
V Mariboru (Melju) v prostorih nekdanjega skladiščnega objekta Kraljevine Jugoslavije, kjer je bil med nacistično okupacijo Maribora "Russenlager", danes deluje Mednarodni raziskovalni center druge svetovne vojne (MRC Maribor) in Muzej Stalaga XVIII D.
Mestna občina Maribor je leta 2017 z odkupom postala lastnik stavbe v Melju (danes pod spomeniškim varstvom) z namenom ureditve muzeja v spomin na sovjetske vojne ujetnike. Decembra 2017 je bil v prostorih starega zapuščenega skladišča kot ustanovljen neprofitni samostojni zasebni zavod MRC Maribor z osnovnim namenom in poslanstvom vzpostavitve znanstvenoraziskovalne, akademske, publicistične, izobraževalne, vzgojno-pedagoške in spominske aktivnosti v ujetniškem objektu sovjetskih vojnih ujetnikov. Osnovni namen MRC Maribor je ohranjanje zgodovinskega spomina, resnice in naukov v navezavi na implementirana nacifašistična grozodejstva in trpljenja povzročena zaradi nacifašistične ideologije.
30. septembra 2021 ob 80. obletnici prihoda vagona s prvimi sovjetskimi ujetniki na okupirano slovensko področje je MRC Maribor v objektu slavnostno otvoril projekt "Vlak spomina". Častni pokrovitelj projekta je bil predsednik Republike Slovenije Borut Pahor. MRC Maribor vodita direktor Janez Ujčič in generalna sekretarka Iza Verdel. Vodilni raziskovalec ter glavni nosilec znanstvenoraziskovalne, izobraževalne in publicistične dejavnosti je slovenski zgodovinar Daniel Siter z mednarodne univerze Alma Mater Europaea - Fakultete za humanistični študij, Institutum Studiorum Humanitatis, Ljubljana.